# The Answer
「The Answer」（ジ アンサー）は、日本の歌手、三浦大知の9枚目のシングルである。2010年8月8日発売。発売元はSONIC GROOVE。

## 解説
- 前作から1年3か月ぶりとなるシングル。
- CDとCD+DVDの2種リリース。DVDには『The Answer』のミュージックビデオと、メイキング＆オフショット映像収録。
- キャッチコピーは「一筋の光を見つけた男の決意、“The Answer”」。
- ボイストレーニングにより発声出来るようになった「本来の声」（本人は「ざらついた」と表現）で歌っている。
- ミュージックビデオは大半が逆再生で構成されており、口の動きも合うように逆に歌っている。
  - また、ミュージックビデオとは異なる演出の30秒のTV SPOT バージョンがあり、YouTubeの「avex Channel」にてミュージックビデオと共に公式公開されている。
- c/wの「Gotta Make You Mine」は「The Answer」よりもさらに「本来の声」で歌われている。
- c/wの「Human Nature」は、三浦が音楽を始めるきっかけとなった敬愛するアーティスト、マイケル・ジャクソンの同名の曲のカヴァーとなっている。

## 収録曲
| #         | タイトル                | 作詞                         | 作曲                         | 時間  |
| --------- | ----------------------- | ---------------------------- | ---------------------------- | ----- |
| 1.        | 「The Answer」          | Momo"Mocha"N.                | U-Key Zone                   | 3:51  |
| 2.        | 「Gotta Make You Mine」 | Momo"Mocha"N.                | U-Key Zone dee.C             | 4:17  |
| 3.        | 「Human Nature」        | John Bettis Steven M Porcaro | John Bettis Steven M Porcaro | 4:12  |
| 合計時間: | 合計時間:               | 合計時間:                    | 合計時間:                    | 12:20 |

| #  | タイトル                                    | 作詞 | 作曲・編曲 |
| -- | ------------------------------------------- | ---- | ---------- |
| 1. | 「The Answer -Music Video-」                |      |            |
| 2. | 「【BONUS】The Answer -Making & Off Shot-」 |      |            |

## ミュージックビデオ
監督
大喜多正毅
振付
三浦大知
Muse
野崎萌香

## タイアップ
The Answer
テレビ朝日系『Future Tracks→R』エンディング・トラック

## 収録アルバム
| 曲名       | 収録アルバム | 発売日         | 備考                  |
| ---------- | ------------ | -------------- | --------------------- |
| The Answer | 『D.M.』     | 2011年11月30日 | 3rdオリジナルアルバム |
| 同         | 『BEST』     | 2018年3月7日   | ベストアルバム        |